# Nordic Tournament

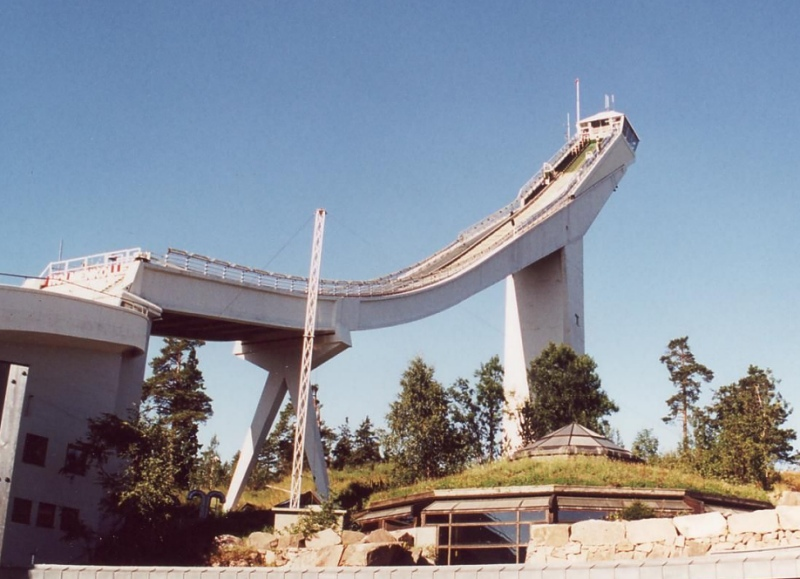
Il trampolino di Holmenkollen, una delle tappe del Nordic Tournament

Il Nordic Tournament (espressione inglese che significa "torneo nordico") è stata una competizione del salto con gli sci, disputata dal 1997 al 2010, che comprendeva quattro gare che si disputavano annualmente in Finlandia e in Norvegia in febbraio o marzo. Il saltatore con il punteggio complessivo più alto sui quattro eventi vinceva il Nordic Tournament.
Le singole gare che componevano il Nordic Tournament erano valide anche per la classifica di Coppa del Mondo.
La formula della competizione ricalcava quella del Torneo dei quattro trampolini, che si svolge sin dal 1952 in Germania e Austria. A differenza del Torneo, qui le date delle quattro tappe non erano fisse, ma cambiavano ogni anno in base al calendario della Coppa del Mondo. Venivano disputate due tappe in Finlandia, a Lahti e a Kuopio, e due tappe in Norvegia, a Lillehammer e sul trampolino di Holmenkollen a Oslo.
Il logo del Nordic Tournament era stato disegnato dal saltatore finlandese Janne Ahonen.

## Albo d'oro
| Ed. | Anno | 1º posto                         | 2º posto                        | 3º posto                      |
| --- | ---- | -------------------------------- | ------------------------------- | ----------------------------- |
| 1   | 1997 | Kazuyoshi Funaki ( Giappone)     | Kristian Brenden ( Norvegia)    | Andreas Widhölzl ( Austria)   |
| 2   | 1998 | Andreas Widhölzl ( Austria)      | Sven Hannawald ( Germania)      | Hiroya Saitō ( Giappone)      |
| 3   | 1999 | Noriaki Kasai ( Giappone)        | Kazuyoshi Funaki ( Giappone)    | Sven Hannawald ( Germania)    |
| 4   | 2000 | Sven Hannawald ( Germania)       | Janne Ahonen ( Finlandia)       | Ville Kantee ( Finlandia)     |
| 5   | 2001 | Adam Małysz ( Polonia)           | Andreas Goldberger ( Austria)   | Martin Schmitt ( Germania)    |
| 6   | 2002 | Matti Hautamäki ( Finlandia)     | Adam Małysz ( Polonia)          | Martin Schmitt ( Germania)    |
| 7   | 2003 | Adam Małysz ( Polonia)           | Matti Hautamäki ( Finlandia),   | Tami Kiuru ( Finlandia)       |
| 8   | 2004 | Roar Ljøkelsøy ( Norvegia)       | Bjørn Einar Romøren ( Norvegia) | Simon Ammann ( Svizzera)      |
| 9   | 2005 | Matti Hautamäki ( Finlandia)     | Roar Ljøkelsøy ( Norvegia)      | Michael Uhrmann ( Germania)   |
| 10  | 2006 | Thomas Morgenstern ( Austria)    | Andreas Küttel ( Svizzera)      | Janne Happonen ( Finlandia)   |
| 11  | 2007 | Adam Małysz ( Polonia)           | Andreas Kofler ( Austria)       | Simon Ammann ( Svizzera)      |
| 12  | 2008 | Gregor Schlierenzauer ( Austria) | Tom Hilde ( Norvegia)           | Janne Happonen ( Finlandia)   |
| 13  | 2009 | Gregor Schlierenzauer ( Austria) | Harri Olli ( Finlandia)         | Simon Ammann ( Svizzera)      |
| 14  | 2010 | Simon Ammann ( Svizzera)         | Adam Małysz ( Polonia)          | Thomas Morgenstern ( Austria) |